# Шелеп Іван Васильович
Шелеп Іва́н Васи́льович (нар. 13 липня 1962, м. Заліщики Тернопільської області) — український актор, діяч культури, художній керівник Тернопільського академічного обласного театру ляльок.

## Життєпис
Закінчив акторський факультет Київського театрального інституту (1983, нині університет театру, кіно і телебачення).
У 1985–1988 — актор Тернопільського обласного музично-драматичного театру (нині академічний обласний драматичний театр).
Від 1988 — в Тернопільському обласному театрі ляльок (нині академічний обласний театр актора і ляльки): заступник директора, від 1997 — художній керівник. Під керівництвом Івана Шелепа театр актора і ляльки — переможець міжнародних фестивалів, зокрема «Інтерлялька» (Ужгород; 2002, 2004), всеукраїнського фестивалю «Тернопільські театральні вечори. Дебют» (2004), відзначений на всеукраїнських та всесоюзних фестивалях театрів ляльок.
Ролі в драматичному театрі
- Борис («Доки сонце зійде, роса очі виїсть...» М. Кропивницького),
- Син професора («Наближення» Ю. Щербака) та інші.

## Нагороди
- Орден «За заслуги» ІІІ ступеня (9 листопада 2015) — за значний особистий внесок у розвиток національної культури і мистецтва, вагомі творчі здобутки та високу професійну майстерність[1].